# Malajgrodmun
Malajgrodmun (Batrachostomus affinis) är en fågel i familjen grodmunnar.

## Utseende och läte
Malajgrodmun är en relativt liten grodmun med skilda dräkter mellan könen. Hanen är brun ovan med vita och svarta fläckar. Den har ett vitaktigt ögonbrynsstreck, ett vitaktigt band i nacken och mycket vitt på skapularerna. Undersidan är fläckad i kanelbrunt, beige och vitt, på flankerna och buken brunbandat vitaktig. Honan är varmare brun, nästan rostfärgad, med ett brett halsband av vita fläckar över bröstet. Lätena varierar; hanen avger en serie klara visslingar medan båda könen låter höra hårda och nasala kväckande ljud.

## Utbredning och systematik
Malajgrodmun delas in i två distinkta underarter med följande utbredning:
- Batrachostomus affinis continentalis – förekommer från södra Myanmar till Thailand, södra Laos och centrala Vietnam
- Batrachostomus affinis affinis – förekommer i sydöstra Thailand samt på Malackahalvön, Sumatra och Borneo

Tidigare betraktades den som en underart till javagrodmun (B. javensis) och vissa gör det fortfarande.

## Status
IUCN erkänner den ännu inte som art, varvid den inte placeras i någon hotkategori.

## Namn
Fågeln kallades tidigare blythgrodmun, hedrande engelske zoologen Edward Blyth som beskrev arten 1847, men justerades 2023 till ett mer informativt av BirdLife Sveriges taxonomikommitté.